# XMII
XMII (ook bekend als Transmission 4.1) is het zesde livealbum van de Britse rockband Porcupine Tree. Het album werd uitgebracht in juni 2005 en bevat voornamelijk nummers van hun studioalbum Lightbulb Sun.
De nummers op het album zijn opgenomen tijdens de tweede sessie van de band voor XM Satellite Radio op 21 juli 2003.

## Nummers
| 1.                 | Shesmovedon                                                | Steven Wilson                                   | 5:09  |
| 2.                 | Fadeaway                                                   | Alan Duffy, Wilson                              | 5:18  |
| 3.                 | Trains                                                     | Wilson                                          | 5:30  |
| 4.                 | Hatesong                                                   | Colin Edwin, Wilson                             | 8:29  |
| 5.                 | Pure Narcotic                                              | Wilson                                          | 5:10  |
| 6.                 | Russia on Ice                                              | Richard Barbieri, Edwin, Chris Maitland, Wilson | 12:04 |
| 7.                 | Last Chance to Evacuate Planet Earth Before it is Recycled | Wilson                                          | 4:57  |
| 8.                 | Feel So Low                                                | Wilson                                          | 3:51  |
| Totale duur: 50:44 |                                                            |                                                 |       |